# Dennie Gordon
Dennie Gordon född i Robbinsdale, Minnesota USA, amerikansk filmregissör.
Hon har mestadels regisserat i TV-serier som Advokaterna, Chicago Hope, Ensamma hemma, Småstadsliv m.fl.

## Filmografi, i urval
- 2004 - new york minute
- 2003 - Allt en tjej vill ha
- 2001 - Joe Dirt